# Selce (Banská Bystrica)
|  | Per a altres significats, vegeu «Selce». |

Selce és un poble i municipi d'Eslovàquia que es troba a la regió de Banská Bystrica.

## Demografia
| Godina             | 1994 | 2004   | 2014   | 2024   |
| ------------------ | ---- | ------ | ------ | ------ |
| Nombre de persones | 1987 | 2049   | 2161   | 2100   |
| Diferència         |      | +3,12% | +5,46% | −2,82% |

| Godina             | 2023 | 2024   |
| ------------------ | ---- | ------ |
| Nombre de persones | 2117 | 2100   |
| Diferència         |      | −0,80% |

## Fills il·lustres
- Andrej Očenáš (1911-1995), compositor musical.

## Història
La primera menció escrita de la vila es remunta al 1222.
1. 1 2  «Počet obyvateľov podľa pohlavia - obce (ročne) [om7101rr_obce=AREAS_SK]».   Statistical Office of the Slovak Republic, 31-03-2025. [Consulta: 31 març 2025].